# Massimo Bogianckino
 (septembre 2024).
 Massimo Bogianckino, né le 10 novembre 1922 à Rome et mort le 8 décembre 2009 à Florence, est un pianiste, un directeur artistique et un homme politique italien.

## Biographie
D'origine roumaine du côté de son père et descendant de Gabriele D'Annunzio par sa mère, il étudie le piano au Conservatoire de musique Sainte-Cécile. Il commence une carrière de concertiste et de compositeur mais il opte rapidement pour l'enseignement, notamment au Carnegie Institute de Pittsburgh en 1950 et 1951, puis en Italie au conservatoire de Pesaro puis de Rome, où il dirige l'Académie philharmonique de Rome entre 1960 et 1963.
Il enseigne l'histoire de la musique à l'université de Pérouse entre 1967 et 1994. En 1963, il est nommé directeur artistique de l'Opéra de Rome, puis il dirige le Teatro Comunale de Florence. En 1968, il dirige le Festival des Deux Mondes de Spolète et est ensuite invité par Jack Lang pour devenir directeur général du Théâtre national de l'Opéra de Paris entre 1983 et 1985. Inscrit au Parti socialiste italien, il est élu maire de Florence en 1985 à la tête d'une coalition PCI, PSI, PSDI et PLI. Il reste maire jusqu'en 1989, où il démissionne pour raison de santé. Il revient diriger le Teatro Comunale entre 1990 et 1994.